# Кордовски емират
Кордовският емират (на арабски: إمارة قرطبة; 756 – 929) е историческа държава на територията на днешна Испания, основана от последните оцелели Омаяди, които напускат Дамаск след преврата на Абасидите през 750 г.
Принц Абд ал-Рахман I достига през Африка до Ал-Андалус и оттам заявява претенциите си за полагащата му се по наследство халифска титла. Управлението на династията (756 – 1031) е съпроводено с разцвета на арабската култура в Андалус. То може да се раздели на два периода: независим Кордовски емират (756 – 929) и Кордовски халифат (929 – 1031). Сред владетелите на емирата най-забележителни са трима с подобни имена: Абд ал-Рахман I (756 – 788) родоначалник на династията, Абд ал-Рахман II (822 – 852) и Абд ал-Рахман III (912 – 961), като последният се обявява за халиф и емиратът става Кордовски халифат.
Абд ал-Рахман I организира своята държава като бързо потушава всяко недоволство и се опира на доверените благородници от обкръжението си, обсипвайки ги с богатства и имоти. Той поддържа ислямските институции и провежда поредица наказателни кампании срещу християните в Астурия. От север го застрашават франките на Карл Велики, който обсажда Сарагоса и може да нахлуе в долината на Ебро. След като вдига обсадата, Карл решава да отстъпи, при което баските разбиват ариегарда му в Ронсевал (Ронсево) (778 г.) (събитието е отразено в средновековния епос Песен за Роланд). Франкското надмощие приключва с превземането на Жирона през 785 г. и на Барселона в 801 г. от мюсюлманите, но тяхната власт е краткотрайна и те се връщат отново при християните с формирането на Испанската марка през 811 г.
Наследниците на Абд ал-Рахман I, Хишам I (788 – 796) и ал-Хакам I (796 – 822), управляват сред вълни от недоволство сред арабските благородници. Бунт, избухнал в Толедо, бива свирепо потушен, а вътрешните вълнения принуждават емира да увеличи броя на наемните войници и да обложи населението с нови данъци, за да издържа войската.
При Абд ал-Рахман II настъпва период на политическо, административно и културно обновление на мюсюлманска Иберия. Най-сериозните проблеми идват от непокорните васали в долината на Ебро и по-специално от рода Бану Каси (Banū Qāsī – син на Касий) и мозарабите. Емирът се опитва да усмири непокорните, но безуспешно. Мозарабите започват публично да хулят пророка Мохамед и тъй като от 850 г. нататък това се наказва със смърт, целенасочено търсят мъченичество, което някои автори свързват с нарастващата арабизация.
Във външната си политика Абд ал-Рахман II провежда активна дипломатическа дейност, като разменя посланици с Византийската империя и франкския крал Карл II Плешиви. Посреща решително норманските нашественици и ги побеждава при Севиля. Построява постоянни укрепления срещу нападателите по море, една морска база в Севиля и втора в Печина близо до Алмерия.
Неговите потомци Мохамед I (852 – 886), ал-Мундир (886 – 888) и Абд Аллах (888 – 912) имат големи проблеми с муваладите. Осъзнали голямата си сила, те вдигат въстание в северната част на полуострова, предвождани от клана Бану Каси, и на юг под водачеството на Умар ибн Хавсун. Войната с тях е продължителна: Ибн Хавсун упорито отстоява свободата на своите привърженици мувалади и християните мозараби с оръжие в ръка цели 19 години до кончината си на преклонните за това време 67 години. Абд Аллах не успява да се пребори с размирниците и оставя отслабена държава на внука си Абд ал-Рахман III, който успява да възстанови реда. Той подчинява цял Андалус, от Хаен (Jayyān) до Сарагоса (Saraqusṭah), и от Мерида (Māridah) до Севиля (Ishbīliyah). Когато Ибн Хавсун умира през 917 г., неговите синове са принудени да капитулират и през 928 г. Абд ал-Рахман III завладява дотогава непревземаемата им крепост Бобастро.